# Kombinacja norweska na Mistrzostwach Świata w Narciarstwie Klasycznym 1958
Zawody w kombinacji norweskiej na XV Mistrzostwach Świata w Narciarstwie Klasycznym odbyły się w dniach 2–3 marca 1958 w fińskim Lahti.

## Wyniki

### Skocznia normalna/18 km
- Data: 2 - 3 marca 1958

| Medal | Zawodnik                  | Państwo        | Wynik   |
| ----- | ------------------------- | -------------- | ------- |
|       | Paavo Korhonen            | Finlandia      | 448,500 |
|       | Sverre Stenersen          | Norwegia       | 447,690 |
|       | Gunder Gundersen          | Norwegia       | 444,552 |
| 4     | Martti Maatela            | Finlandia      | 444,155 |
| 5     | Michaił Priachin          | ZSRR           | 440,259 |
| 6     | Leonid Fiodorow           | ZSRR           | 438,759 |
| 7     | Bengt Eriksson            | Szwecja        | 438,069 |
| 8     | Nikołaj Gusakow           | ZSRR           | 437,810 |
| 9     | Tormod Knutsen            | Norwegia       | 435,879 |
| 10    | Kauko Pusenius            | Finlandia      | 434,759 |
| 11    | Arne Barhaugen            | Norwegia       | 434,310 |
| 12    | Keijo Verto               | Finlandia      | 433,603 |
| 13    | Alois Leodolter           | Austria        | 432,172 |
| 14    | Günter Flauger            | NRD            | 430,397 |
| 15    | Vítězslav Lahr            | Czechosłowacja | 430,000 |
| ...   |                           |                |         |
| 24    | Franciszek Gąsienica Groń | Polska         | 420,414 |
| 31    | Józef Karpiel             | Polska         | 406,466 |
| 36    | Gustaw Bujok              | Polska         | 397,276 |